# ای‌بی‌سی می
ای بی سی می (انگلیسی: ABC Me) (به معمی ای بی سی من) که یک کانال تلویزیونی آزاد برای کودکان در استرالیا است که متعلق به شرکت پخش استرالیا می‌باشد. این کانال به‌طور رسمی توسط نخست‌وزیر وقت کوین رود در ۴ دسامبر ۲۰۰۹ با عنوان ABC3 بر روی آنتن رفت.

## تاریخ
در سپتامبر 2009 ، دولت استرالیا پیشنهادی را برای راه اندازی کانال جدید کودکان فقط دیجیتال ، ABC3 ، اعلام کرد .  یک کانال جدید ABC در سال 2008 بر روی گیرنده های تلویزیون ظاهر شد ، به عنوان مکان نگهدارنده کانال آینده ABC3.  ABC3 در اجلاس سران استرالیا 2020 مورد توجه قرار گرفت و به عنوان یكی از توصیه های دولت به وی داده شد. در آوریل 2009 ، پاسخ رسمی دولت به اجلاس این ایده را تصویب كرد ،  و در بودجه مشترک المنافع 2009-109 67 میلیون دلار به ABC3 به عنوان بخشی از افزایش بودجه 167 میلیون دلاری دولت به ABC اختصاص یافت.

## برنامه نویسی کانال
برنامه نویسی کانال از 5 صبح تا 9 بعد از ظهر در روزهای هفته و 6 صبح تا 10 شب در طول تعطیلات آخر هفته ، 5 صبح تا 10:30 بعد از ظهر (جمعه 10 شب) روزانه انجام می شود و گروه سنی 6-15 ساله را هدف قرار می دهد. ساعت 10:45 بعد از ظهر ، ایستگاه بسته می شود و نشانگر را نشان می دهد که می گوید "ساعت 5 صبح برمی گردد" یا "ساعت 6 صبح برمی گردد" با موسیقی پس زمینه ABC جاز قبل از بازگشایی مجدد در ساعت 6 صبح.  این مجموعه ژانرهای مختلفی را پخش می کند ، از جمله کمدی ، درام ، موسیقی ، انیمیشن ، ورزش های افراطی ، حیات وحش و برنامه های مبتنی بر خبر.
این کانال قصد دارد حداقل 50٪ محتوای تولید شده استرالیا را نشان دهد.  News To Me نمایشی بود که توسط مجریان کانال میزبان بود ، که دوشنبه 19 سپتامبر 2016 ساعت 5:10 بعد از ظهر به نمایش در آمد و آخرین قسمت آن را در شب سال نو 2018 پخش کرد. این نمایش با نمایش جدیدی به نام Stacked جایگزین شد ، پخش قسمت جدید هر هفته هر هفته از ساعت 4:25 بعد از ظهر و توسط تیم تولید داخل خانه در کنار Good Game: Spawn Point و Let's Let's تولید می شود . سایر برنامه هایی که از کانال پخش می شود شامل نمایشی تاریخی My Place ، sitcom Mal.com ، سریال انیمیشن Little J & Big Cuz ، نمایش خبری و امور جاری توسط تیم از پشت سر اخبار است.(طولانی ترین برنامه در حال اجرا در ABC ME) و یک کمدی با طرح شما در حال اسکیت من هستید . 
پخش برنامه برای ABC ME از ABQ ، ایستگاه بریزبن ABC از طریق مرکز پخش ABC ، MediaHub کنترل می شود. برنامه هایی مانند استودیو 3 و Prank Patrol در ABV در ملبورن فیلمبرداری و تولید شدند.
بر خلاف کانال های تجاری ، ABC ME محدود به سهمیه محتوای محلی نیست  و بخش هایی از برنامه نویسی آن از پخش کننده های خارجی مانند CBBC (به عنوان BBC BBC) ، ZDF و Yoopa گرفته می شود . در سال 2017 ، ABC Me به عنوان عضو همکار EBU درآمد و قرارداد خود را از SBS و Blink TV بدست آورد تا شروع به انتخاب شرکت کنندگان کند و این نخستین بار از اتحادیه پخش اتحادیه اروپا ، Junior Eurovision Song Contest 2017 و همچنین Junior Eurovision Song Contest 2018 و Junior پخش کرد. مسابقه آهنگ های یوروویژن 2019 .